# گیجگاه
گیجگاه یا شَقیقه به قسمت‌های کناری سر در عقب چشم‌ها گفته می‌شود. وجه تسمیه آن است که ضربت به شقیقه انسان را گیج می‌کند.
گیجگاه گودی دو پهلوی پیشانی است که به گوش متصل است.
گیجگاه جمجمه و صورت که در طرفین کاسه سر در پایین ناحیه پشت سری پیشانی قرار دارد. حدود این ناحیه در بالا خط منحنی گیجگاهی فوقانی و در طرف جلو زایده کاسه چشمی خارجی و کنار خلفی فوقانی استخوان گونه و در پایین قوس گونه است.
استخوان زیر گیجگاه استخوان گیجگاهی نام دارد.